# ß-lactama

Nucli de penicil·lina. La β-lactama està al centre.

Una β-lactama és una lactama amb una estructura d'un anell heteroatòmic de tres àtoms de carboni i un àtom de nitrogen.

## Història
La primera β-lactama sintètica fou preparat pel químic alemany Hermann Staudinger (1881–1965) el 1907 en una cicloaddició [2+2]:

## Aplicacions
L'anell de β-lactama és part de l'estructura de diverses famílies d'antibiòtics, les principals de les quals són les penicil·lines, cefalosporines, carbapenems, i monobactams, que per això s'anomenen antibiòtics β-lactàmics. Aquests antibiòtics funcionen inhibint la síntesi de la paret cel·lular dels bacteris, especialment dels que són gram positius. Els bacteris, però, poden desenvolupar resistència contra aquests tipus d'antibiòtics expressant l'enzim beta-lactamasa.

Àcid clavulànic
Amoxicil·lina
Ampicil·lina
Flucloxacil·lina
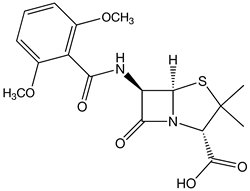
Meticil·lina
Dicloxacil·lina

## Efectes desfavorables
Els més comuns són reaccions d'al·lèrgia i problemes gastrointestinals.